# Omega (Staubsauger)

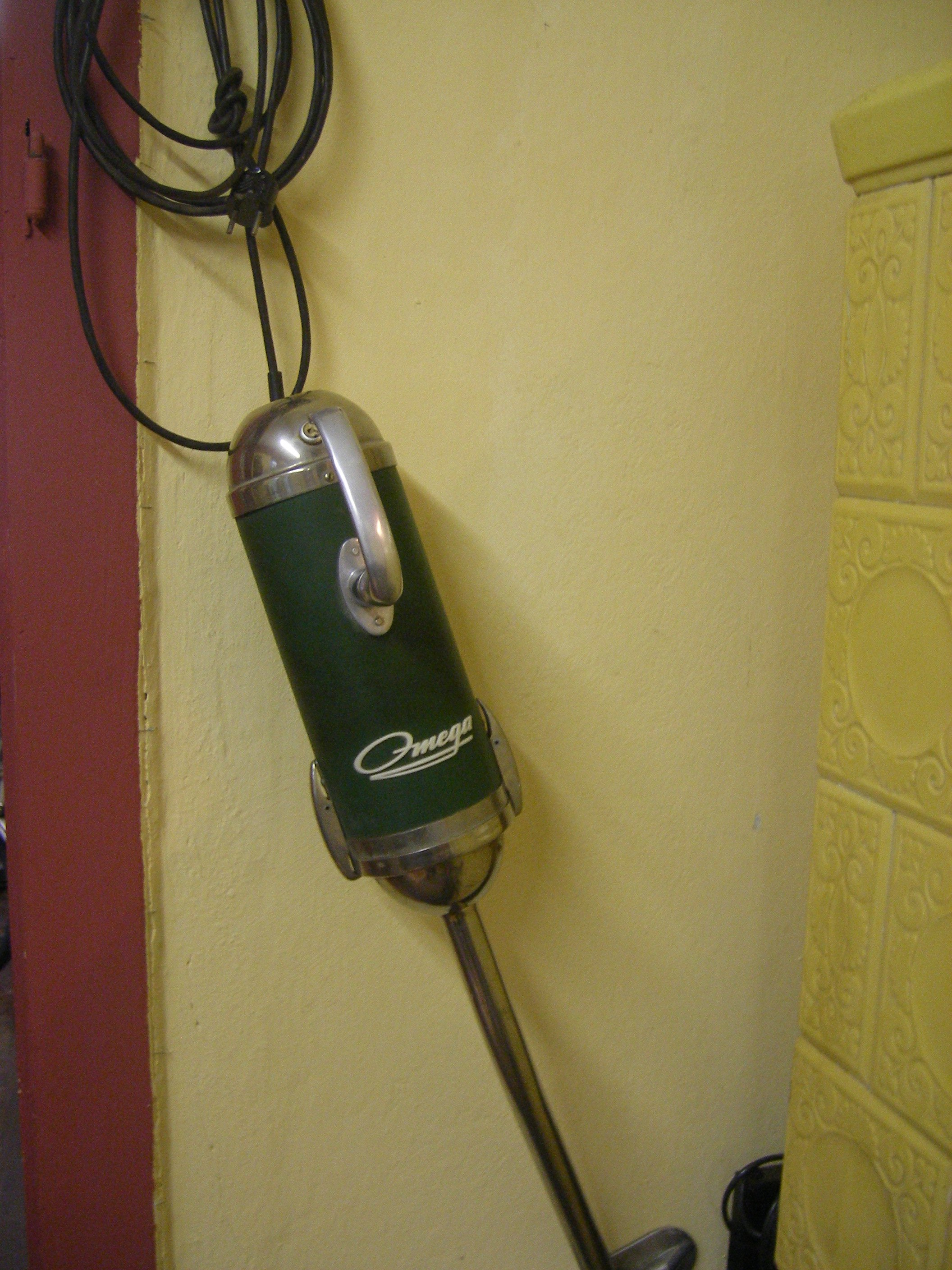
Omega-Staubsauger im technischen Museum Treben

Omega ist eine Marke für elektrische Haushaltsgeräte. Inhaber ist die Omega electric GmbH in Schmölln.
Die Marke Omega geht auf ein elsässisches Unternehmen zurück, das 1908 von der Altenburger Firma H. A. Köhlers Söhne Metallwarenfabrik Altenburg übernommen wurde. Unter der Marke Omega werden bereits seit 1908 elektrische Haushaltsgeräte produziert. Das bekannteste Produkt dieser Marke ist ein Staubsauger. Der erste elektrische Staubsauger unter der Marke Omega wurde in den 1920er Jahren produziert. Bis in die 1950er Jahre wurden die Staubsauger im nunmehrigen VEB Elektrowärme Altenburg, aus dem der heutige Markeninhaber hervorging, entwickelt. Ab Ende der 1950er Jahre wurde die Entwicklung von professionellen externen Produktgestaltern übernommen, in den 1980er Jahren auch von Studenten der Hochschule für industrielle Formgestaltung Halle – Burg Giebichenstein. Die Omega-Staubsauger waren neben dem ansprechenden und praktischen Design vor allem für ihre Wartungs- und Reparaturfreundlichkeit bekannt.
Im Zuge der Kombinatsbildung in den 1970er Jahren ergaben sich einige Veränderungen: Der VEB Elektrowärme Altenburg wurde Teil des Kombinates Elektrogerätewerk Suhl. Die Produktion von Bodenstaubsaugern wurde von Altenburg zum VEB Elektroinstallation Oberlind verlagert. Schließlich wurde für fast alle Produkte des Kombinates Elektrogerätewerk Suhl der einheitliche Markenname AKA electric eingeführt. Dadurch verschwand der Markenname Omega zeitweilig ganz vom Markt.
Die Staubsauger wurden unter dem Namen Quelle Privileg und als No-Name-Produkte auch in der Bundesrepublik verkauft.
Nach der Wende wurde die Marke wiederbelebt, der Hersteller benannte sich um und verlagerte seinen Sitz von Altenburg nach Schmölln.
Neben Staubsaugern werden unter dem Namen Omega auch wieder andere Haushaltsgeräte wie Mixer und Bügeleisen vertrieben.